# Anton Fase
Anton Fase (Haarlem, 6 februari 2000) is een Nederlands voetballer die doorgaans als aanvaller speelt.
Hij speelt sinds 13 augustus 2025 bij PSIM Yogyakarta in Indonesië. Gehaald door trainer Jean-Paul van Gastel die er sinds de zomer van 2025 trainer is.
https://psimjogja.id/perkuat-lini-serang-psim-jogja-datangkan-winger-asal-belanda-anton-fase/

## Carrière

### AZ
Anton Fase speelde in de jeugd van SV Hoofddorp en AZ. Hij debuteerde in het betaald voetbal voor Jong AZ, op 1 september 2017, in de met 1-0 verloren uitwedstrijd tegen Jong FC Utrecht. Fase kwam in de 86e minuut in het veld voor Abdel Malek El Hasnaoui. In totaal kwam hij in drie seizoenen tot zeven wedstrijden en één doelpunt voor Jong AZ.

### N.E.C.
Medio 2020 ging hij naar N.E.C.. Hij tekende in Nijmegen voor één seizoen, met een optie tot nog een seizoen. Hij maakte op 11 september in de met 2-1 gewonnen wedstrijd tegen Jong Ajax zijn debuut voor de club. Hij viel na 69 minuten in voor Ole Romeny. Op 23 mei 2021 promoveerde Fase met N.E.C. naar de Eredivisie, door in de finale van de play-offs NAC Breda met 1-2 te verslaan. Hierna liep zijn contract af.

### Botev Vratsa
In november 2021 sloot Fase zich aan bij het Bulgaarse Botev Vratsa dat uitkomt in de Parva Liga.

### Statistieken
| Seizoen                    | Club           | Competitie     | Competitie | Competitie | Beker | Beker | Overig | Overig | Totaal | Totaal |
| Seizoen                    | Club           | Competitie     | Wed.       | Dlp.       | Wed.  | Dlp.  | Wed.   | Dlp.   | Wed.   | Dlp.   |
| -------------------------- | -------------- | -------------- | ---------- | ---------- | ----- | ----- | ------ | ------ | ------ | ------ |
| 2017/18                    | Jong AZ        | Eerste divisie | 4          | 1          | –     | –     | –      | –      | 4      | 1      |
| 2018/19                    | Jong AZ        | Eerste divisie | 0          | 0          | –     | –     | –      | –      | 0      | 0      |
| 2019/20                    | Jong AZ        | Eerste divisie | 3          | 0          | –     | –     | –      | –      | 3      | 0      |
| 2020/21                    | N.E.C.         | Eerste divisie | 9          | 0          | 2     | –     | –      | –      | 11     | 0      |
| 2021/22                    | Botev Vratsa   | Parva Liga     | 11         | 0          | 1     | –     | –      | –      | 12     | 0      |
| 2021/22                    | Kauno Žalgiris | A lyga         | 17         | 9          | 2     | 1     | –      | –      | 19     | 10     |
| 2022/23                    | Kauno Žalgiris | A lyga         | 15         | 2          | 1     | 0     | 0      | 0      | 16     | 2      |
| 2023/24                    | Kauno Žalgiris | A lyga         | 0          | 0          | 0     | 0     | 2      | 1      | 2      | 1      |
| 2023/24                    | ŁKS Łódź       | Ekstraklasa    | 5          | 0          | 2     | 1     | 0      | 0      | 7      | 1      |
| 2023/24                    | ŁKS Łódź II    | II liga        | 5          | 1          | –     | –     | –      | –      | 5      | 1      |
| Carrièretotaal             | Carrièretotaal | Carrièretotaal | 69         | 13         | 8     | 2     | 2      | 1      | 79     | 16     |
| Bijgewerkt op 6 maart 2024 |                |                |            |            |       |       |        |        |        |        |